# Orillia
Orillia je město v Simcoe County v provincii Ontario v Kanadě. Nachází se mezi jezery Couchiching a Simcoe. Ačkoli leží uvnitř Simcoe County, není jeho součástí a náleží spolu s ním k regionu Huronie na jihu Ontaria. V roce 2016 ve městě žilo 30 586 obyvatel.

## Dějiny
Sídlo bylo založeno jako vesnice v roce 1867, ale historie jeho osídlení sahá nejméně několik tisíc let do minulosti. Archeologové mají důkazy o rybaření Huronů a Irokézů v oblasti ze začátku 2. tisíciletí př. n. l., kdy zde Indiáni obchodovali, lovili a rybařili.